# Nakajima (Fukushima)
Nakajima (jap. 中島村 Nakajima-mura) – wieś w Japonii, na wyspie Honsiu, w prefekturze Fukushima. Według danych na rok 2020 miejscowość zamieszkiwało 4 885 mieszkańców , a gęstość zaludnienia wyniosła 268,2 os./km².